# Yoji Yamada
Yôji Yamada (山田 洋次, Yamada Yōji) (Toyonaka, Osaka, 13 de setembre de 1931) és un director de cinema japonès molt conegut per a la seva sèrie de pel·lícules "Tora-san: És dur ser un home" i la denominada trilogia Samurai (El crepuscle del samurai, La Fulla Amagada i Amor i Honor), basada en tres novel·les de Shûei Fujisawa. Ha desenvolupat la pràctica totalitat de la seva carrera en l'estudi japonès Shochiku.

## Biografia
Va néixer a Osaka, però a causa de la feina del seu pare com a enginyer per al ferrocarril del sud de Manxúria, es va desplaçar amb la seva família quan tenia dos anys a Dalian, Xina. Després del final de la Segona Guerra mundial, va tornar al Japó i posteriorment va viure a la Prefectura de Yamagata.
Després de graduar-se a la Universitat de Tòquio el 1954, va entrar a l'estudi Shochiku, on va treballar com a guionista i ajudant de direcció amb Yoshitaro Nomura.
Ha guanyat molts premis durant la seva llarga carrera i és molt respectat al Japó i per crítics de tot el món. Va escriure el seu primer guió el 1958, i va dirigir la seva primera pel·lícula el 1961. Yamada segueix fent pel·lícules avui en dia.
Va ser president del Gremi de Directors del Japó i és actualment professor convidat de la Universitat Ritsumeikan.

## La sèrie de "Tora-san"
Coneguda al Japó sota el títol Otoku wa Tsuraiyo, És dur ser un home, la seva sèrie "Tora-san" presenta la vida del viatjant mercader Torajirō, que és un desafortunat enamorat. El paper principal sempre va ser interpretat per Kiyoshi Atsumi, per la qual cosa la seva mort el 1996 va posar punt final a la sèrie i Yamada va començar a crear altres pel·lícules. A pesar que Yamada és conegut per una carrera de sèries llargues —quatre pel·lícules en la sèrie Una classe per recordar, tretze pel·lícules de la sèrie Lliure i Fàcil (Tsuribaka Nisshi) —cap d'elles va aconseguir les xifres de la sèrie "Tora-san". Durant un període d'aproximadament vint-i-cinc anys es van realitzar quaranta-vuit pel·lícules de la sèrie "Tora-san", totes d'elles protagonitzades per Atsumi, i la majoria escrites i dirigides per Yamada.
Amb Kazoku wa Tsuraiyo (2016), titulada a Espanya Maravillosa família de Tokio, Yamada va recuperar el to de la sèrie "Tora-san", però donant el protagonisme a una família completa, utilitzant al mateix equip d'actors que van donar vida a l'homenatge que Yamada va realitzar al seu mestre Yasujirō Ozu, realitzant amb Tôkyô Kazoku (2013), titulada a Espanya Una familia de Tokio, un respectuós remake de Tôkyô Monogatari (1953), a Espanya Cuentos de Tokio, precisament en el cinquanta aniversari de, la que és considerada per molts, l'obra mestra d'Ozu. Amb Kazoku wa Tsuraiyo 2 (2017), Yamada sembla voler iniciar una altra de les seves sèries de llargmetratges.

## Premis
Les seves pel·lícules han guanyat el premi a la millor pel·lícula en l'Acadèmia japonesa Atorga en quatre temps: el 1977 per al Mocador Groc, el 1991 per Els meus fills, el 1993 per a Una classe per Recordar, i el 2002 per a l'Ocàs Samurai, que va ser nominat per la 76.ª Edició dels Oscar com a millor Pel·lícula de Llengua Estrangera.
A més, altres quatre pel·lícules de Yamada, Kinema no tenchi (1986), Dauntaun hiirōzu (1988), Gakkō 2 (1996), Haha to kuraseba (2015) van ser seleccionades per l'Acadèmia de Cinema d Japó per a les nominacions als premis Oscar.
Ha guanyat el Premi de l'Acadèmia de Cinema del Japó al millor director de l'any tres vegades. La seva pel·lícula Tora-san està Prohibit l'amor de 1984 va ser nominada per al Premi Daurat en el 14è Festival de cinema Internacional de Moscou.
El 2004 la seva pel·lícula, La fulla amagada, va ser nominada per a setze premis i en va guanyar tres.
El 2010 Yoji Yamada va ser homenatjat en el Festival de cinema de Berlín amb una exploració de la seva pel·lícula més tardana Otōa durant la cerimònia de premis, així com rebent el premi Càmera Berlinale per a les seves nombroses contribucions al programa del festival.
L'octubre de 2013, Una família de Tòquio va guanyar l'Espiga d'or en la 58 Setmana Internacional de Cinema de Valladolid.

## Treballs

### Pel·lícules
- Tora-san: És dur ser un home. (1969), primera de la sèrie "Tora-san"(1969-1995).
- Shiawase no kiiroi hankachi (1977), El mocador groc de la felicitat
- Haruka naru yama no yobigoe (1980), Plor de primavera
- Gakko (1993)
- Gakko 2 (1996)
- Tasogare Seibei (2002), El crepuscle del samurai
- Kakushi ken oni no tsume (2004), La fulla oculta o L'espasa oculta
- Bushi no ishibun (2006), Amor i honor o El catador de verins
- Kâbê (2008), Kabei: la nostra mare
- Otôto (2010)
- Kyoto uzumasu monogatari (2010)
- Tôkyô kazoku (2013), Una família de Tòquio
- Chiisai ouchi (2014), La casa de la teulada vermella
- Ha ha to kuraseba (2015), Nagasaki
- Kazoku wa tsuraiyo (2016), Meravellosa família de Tòquio
- Kazoku wa tsuraiyo 2 (2017)

### Guions
- Castell de Sorra (1974)
- Tsuribaka Nisshi Sèrie (1988@–2009)
- Deguchi Ningun Nai Umi (2006)
- Nagasaki: Records del meu fill (2015)
- Meravellosa família de Tòquio (2016)